# 海濱廣場 (荃灣)

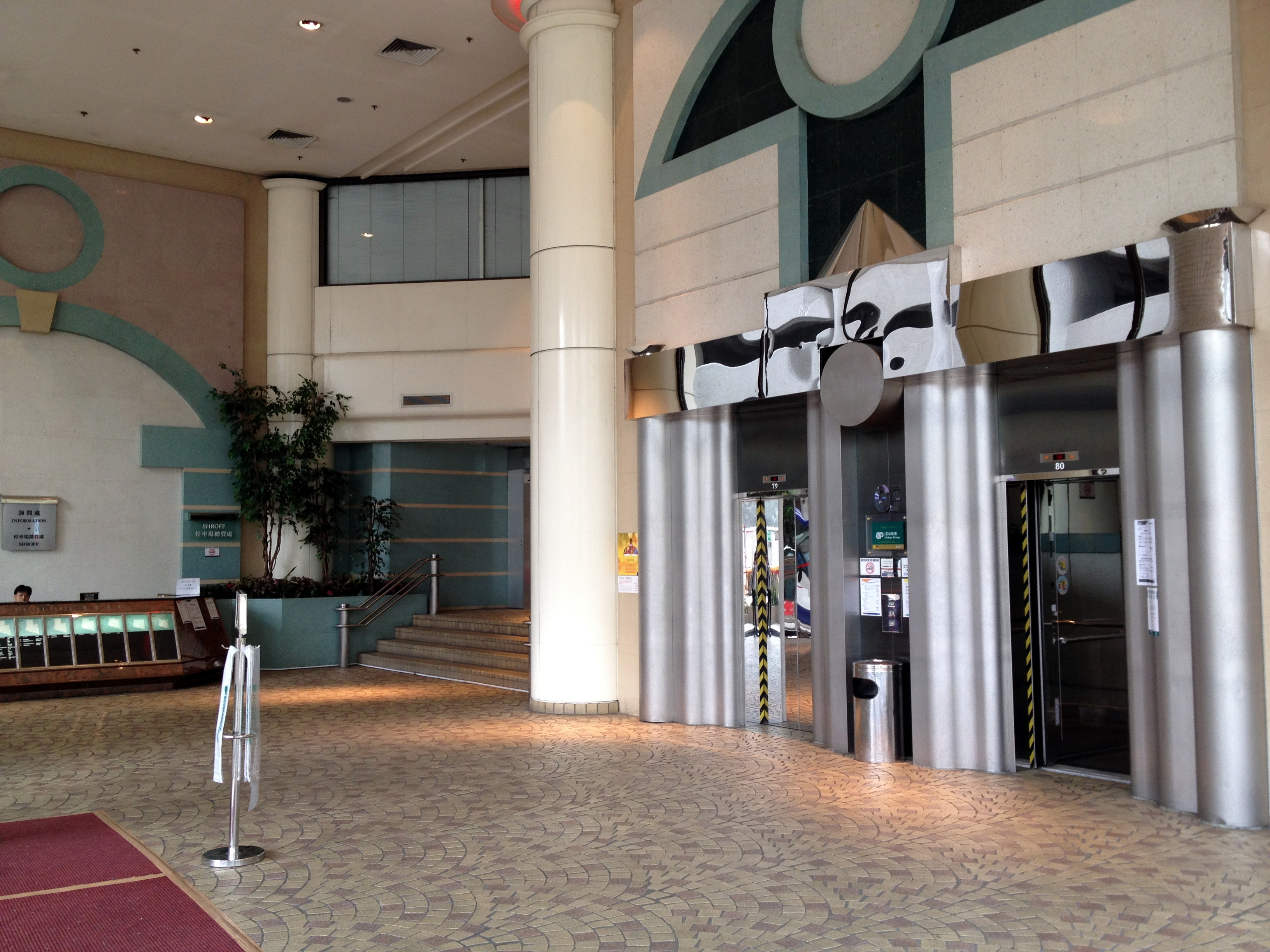
地下大堂（2012年）

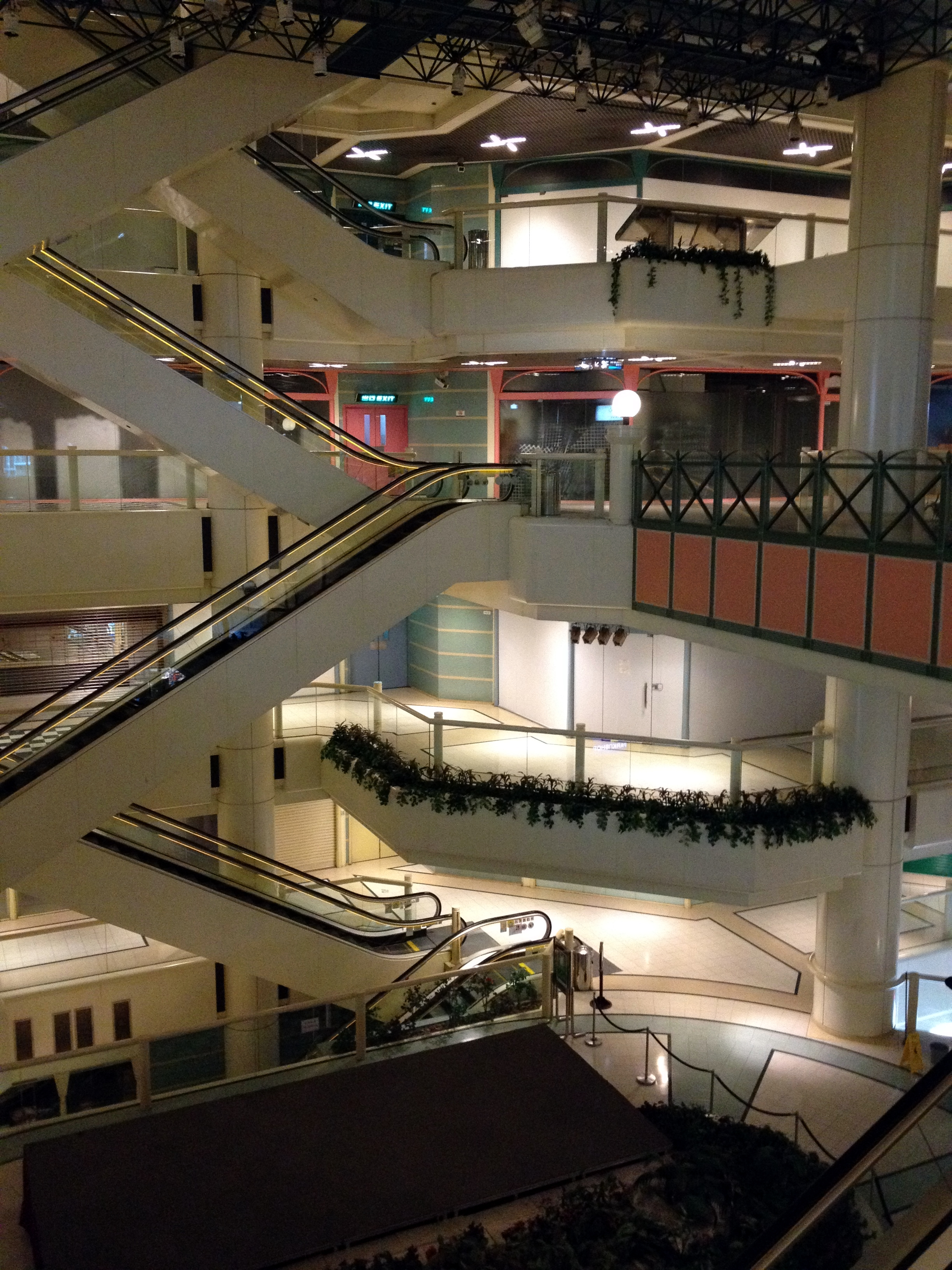
踏入2000年代，出租率長期低迷下，海濱廣場中庭漸見凋零（2012年）

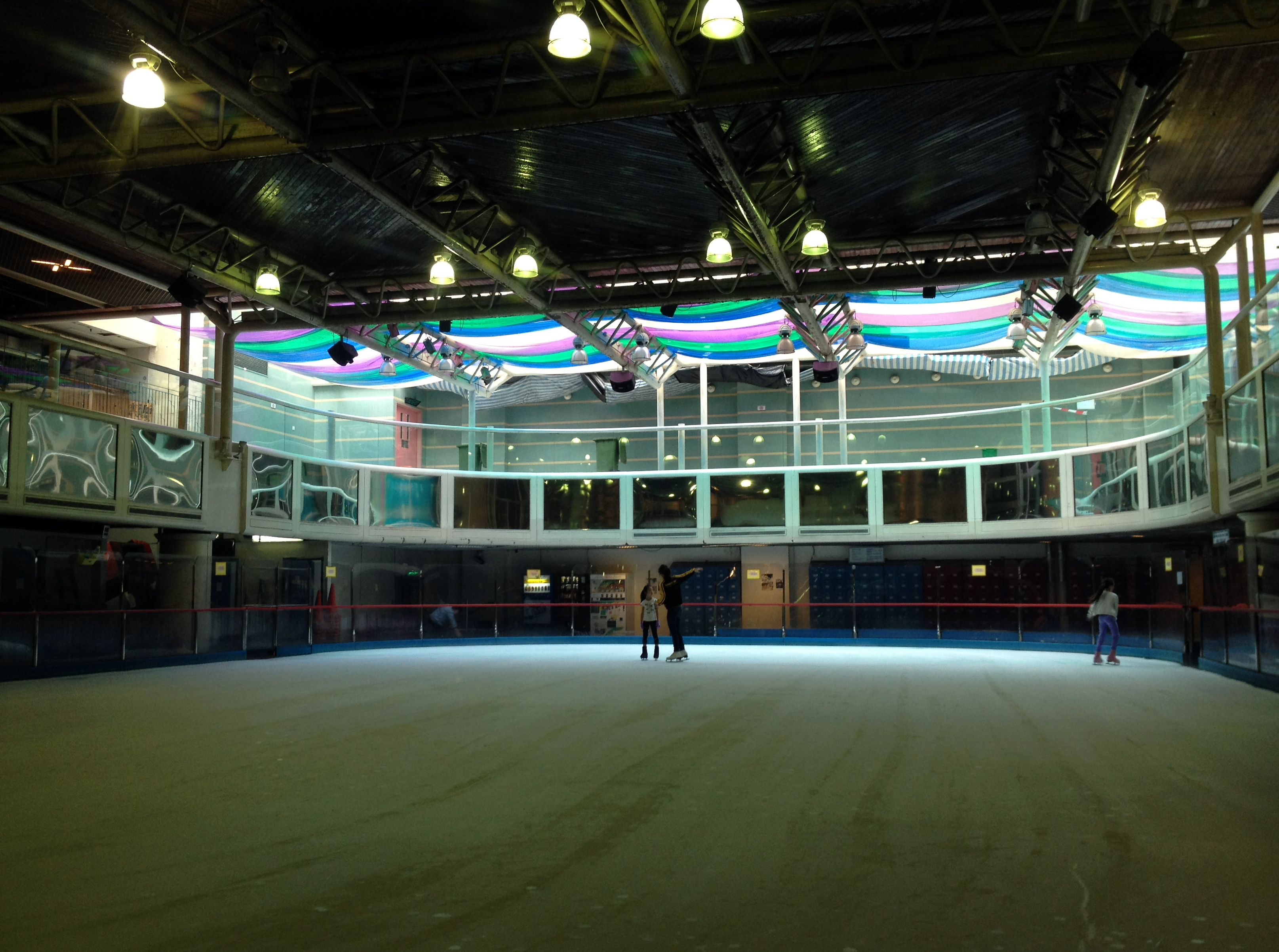
位於3樓的溜冰場，2012年7月31日起不再對外開放，並於同年11月19日正式關閉

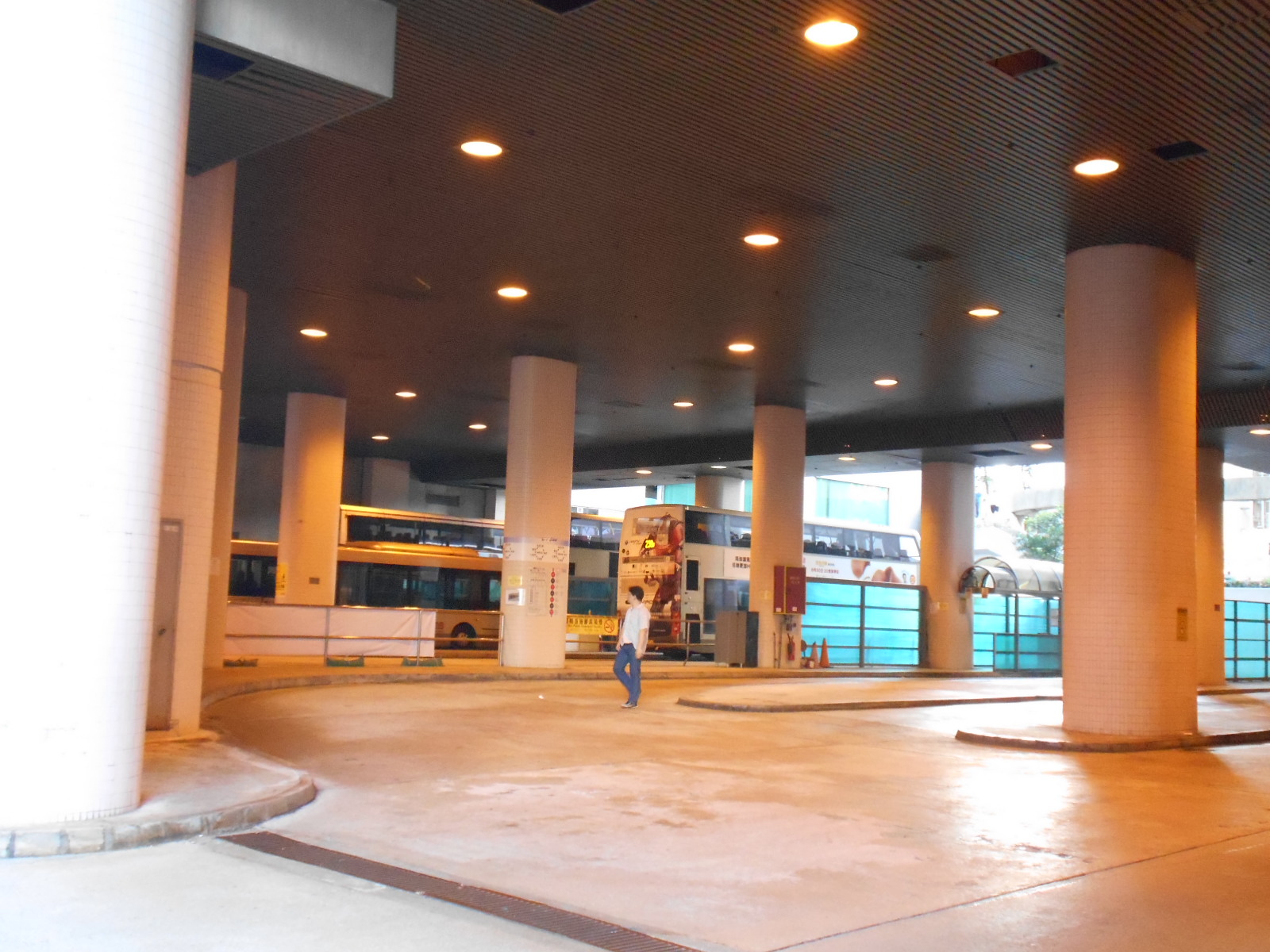
位於海濱廣場基座的巴士總站，曾為海濱廣場的主要顧客來源

海濱廣場（英語：Riviera Plaza）位於香港荃灣區海濱花園內，於1990年11月9日落成開幕，項目由加德士石油及新世界發展聯營的「荃灣地產有限公司」（1982年成立）發展，王董建築師事務所設計，協興建築承建，是為海濱花園發展計劃的商業部分。整座商場樓高9層（地下及1-8樓）和設有2層地庫，總樓面為242,685平方呎，並提供171個車位。商場曾經擁有佔地3層的永安百貨、翰騰閣酒家以及美食廣場等眾多設施。然而由於交通不便，商場逐漸喪失競爭力，以致後期除居民外甚少有區外人到該商場消費，商場於1997年後開始出現大量店舖丟空的情況。商場於2012年11月成功以5.08億港元售出，2015年再被轉售至現任業主。商場自2013年11月後一直封閉至今。

## 歷史
海濱廣場之全盛期為1990年至1997年，曾經擁有電影院海濱戲院、G2000、佔地3層的永安百貨（部分後來闢作老人院）、電子遊戲機中心、曲奇船長自助餐廳、翰騰閣酒樓以及美食廣場等眾多設施。開幕初年人流不俗。然而，由於交通方面相對較荃灣市中心不便，又不設免費接駁巴士線來往市中心藉以吸引顧客，海濱花園只有38A、238M、238X三條常規巴士路線，一條早上繁忙巴士路線238P，兩條只於上下班時段服務的居民巴士線NR35、NR38，以及三條專線小巴路線99、310M、404M來往。1997年亞洲金融風暴，市道低迷下不少商戶撤離海濱廣場，令商場開始出現大量凋空的情況。當中7至8樓於2008年左右永久封閉。

## 設計
海濱廣場毗鄰海濱花園，將此地定為大型購物廣場源於設計師指出海濱花園為荃葵青的中心點，當時葵涌及青衣的城市發展均滯後，預計海濱廣場作為荃灣首個大型購物商場將有利聚集人流。由於大部分用地已辟作住宅用地，故商場用地實十分有限。為此海濱廣場採用直立式設計，商場由地庫至8樓共有11層，為全港首個直立式商場，亦比同為直立式商場的銅鑼灣時代廣場早3年落成。由於商場向高空發展，為吸引人流往較高樓層，商場特別設有兩部快速升降機連接地庫停車場、地下大堂並直達最頂的6、7及8樓；位於地下大堂中央的兩部觀光升降機則停1樓除外各層，亦設有自動電梯連接地下至8樓，所有升降機及自動電梯均採用瑞士迅達（Schindler）之產品。設計師認為商戶的分佈亦是整個商場的靈魂，重點商戶能有效吸引顧客平均走進每一層帶動整層的商業活動，故海濱廣場開業初期每一層均設有重點店舖：2樓設有戲院、3樓溜冰場以及3至5樓的百貨公司、6樓的餐廳及7樓的酒樓等。
海濱廣場採用退台式設計，整幢建築隨樓層遞增逐步向內縮入，此舉相信為增加位處內園的廣場的日照面積，以及減低建築物外牆對附近住宅單位形成的壓迫感。其中廣場中可用面積最大的樓層為2樓；3樓至5樓設有中庭貫穿其中；4樓另外留有溜冰場的通天部分，其上為玻璃天幕；商場面積自5樓開始逐步縮小；商場面積最小的樓層為8樓。
廣場除地下入口外，位於1樓及2樓亦設有入口通往住宅平台，方便海濱花園住客前往消費。空間分佈方面，商場總辦事處設於1樓；2樓的中庭中心設有噴泉及水池，中庭旁則預留空間作戲院之用，戲院位於地下面向永順街一方亦設有出入口；3樓主要為溜冰場用地，其中溜冰場空間與4樓連貫；4樓特別設有天橋橫跨觀光升降機前的中庭位置，於溜冰場中庭旁亦設有餐廳舖位供顧客一邊品嘗美食一邊觀賞溜冰表演；6樓設於中庭空間之上，廣闊空間可容納餐廳及娛樂場所；7樓主要劃為一巨型舖位予酒樓租戶；8樓為美食廣場，通道旁亦擺放大量餐桌、餐椅等設施供顧客使用，更設有舞台及鋼琴一台並定時安排表演者為食客演奏。
廣場主入口面向永順街及怡樂街交界，其中地下大堂空間只佔整個商場用地約五分一，其餘空間大部分辟作巴士總站之用，設於廣場地面層的巴士總站同時作為區外顧客光顧廣場的主要來源。巴士總站共設有5條車道（中間的1條為雙車道），最外的3條車道留作巴士線之用，接近出口通道的兩條車道則由於離站車輛須作180度轉向方能駛至出口，大型車輛容易產生轉向不足問題，原規劃中分別作為小巴站及的士站，現為居民巴士線及小巴線留用。巴士總站於1990年啟用之時同時取代位於現水上花園的海濱花園臨時巴士總站；巴士總站出口通道旁順序設有通道通往地庫2樓卸貨區、海濱廣場車輛上落客區以及地庫1樓停車場，上落客區旁有玻璃門連接商場地下大堂。

### 戲院
海濱廣場2樓的「海濱戲院」（Cinema Riviera） 是海濱廣場開幕時的重點商戶之一，是一所只有單一放映室和單層的傳統戲院，於2樓商場中庭及地下面向永順街一側均設有入口。戲院共提供460個座位，於1990年11月29日正式開幕，專門放映首輪港產片及精選英語電影。惟由於觀賞顧客日漸減少，戲院最終於1995年12月1日結業，最後放映之電影為太陽神13號。

### 溜冰場
海濱廣場3樓的「海濱溜冰場」（Riviera Ice Chalet） 於1990年開業，前身為荔園遊樂場溜冰場，為繼太古城中心後，全香港第二座坐落在大型商場內的溜冰場，亦是當年新界唯一一座擁有真雪溜冰場的商場。雖然區內的荃灣廣場於1992年開幕時同樣設有溜冰場，但該溜冰場已於2000年之前關閉，使海濱廣場長期座擁新界西唯一的溜冰場並吸引不少區外顧客慕名而至。此外，受惠於海濱廣場恬靜的環境以及溜冰場長期不高的使用率，海濱溜冰場遂成為當時香港最適合備賽訓練的場所，學員可以自由練習高難度動作，配合場內經驗豐富的駐場教練，海濱溜冰場素有溜冰界的「少林寺」美譽，學員多年來獲獎無數。

## 宣傳

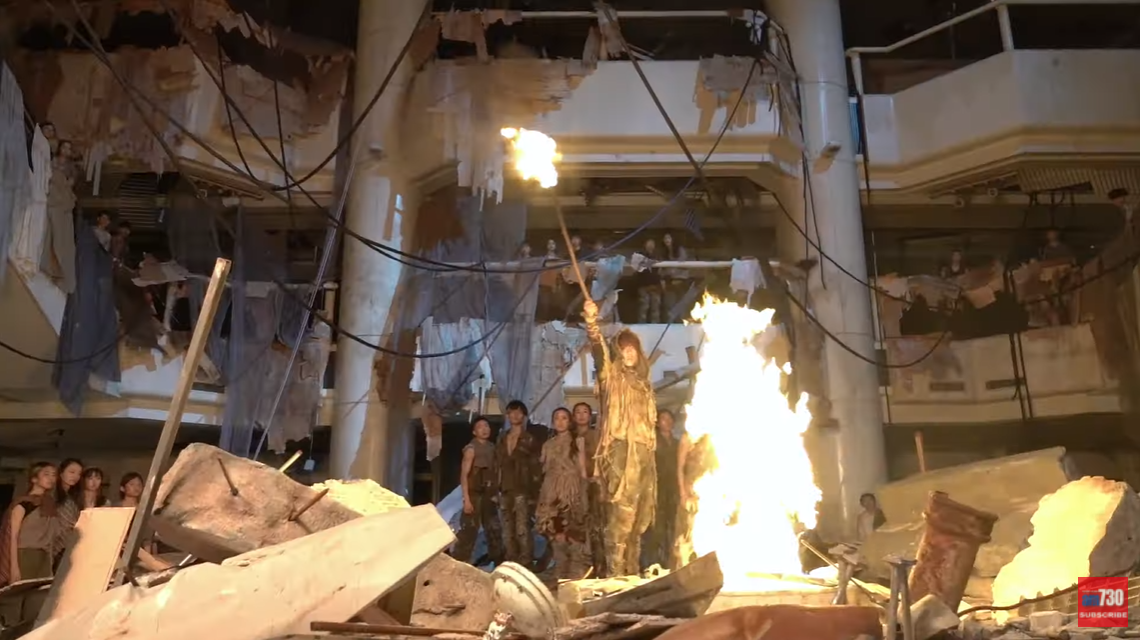
2022年4月，男團MIRROR成員、歌手姜濤的個人單曲《作品的說話》MV於商場內中庭取景

缺乏宣傳亦是海濱廣場經歷金融風暴後難以翻身的主因之一。海濱廣場地理位置較為特殊，雖然從地圖上的確位於荃葵青中心，有數條公路交匯卻過門而不入，而且與荃灣市中心之間被德士古工業區阻隔，實際上自成一國。
為吸引顧客前往海濱廣場購物，大業主新世界在商場落成之初曾經租賃城巴提供免費接駁服務，惟坐落荃灣的海濱廣場只提供當時發展較滯後的青衣島免費接駁路線接載當地居民前往海濱廣場購物。並曾於數輛非空調巴士漆上以冰天雪地及企鵝為主題的全車身廣告（丹拿珍寶巴士，主要派往38A路線）及海濱花園落成之初適逢巴士空調化步伐而令來往海濱花園的2條巴士路線迅速被提升至全空調服務成為廣場的間接賣點。
及至1992年當時同樣缺乏地理優勢的荃灣廣場落成開幕，荃灣廣場業主同時租用數輛九巴並髹上鮮明的黃色主題全車身廣告行駛來往商場及荃灣地鐵站的免費接駁路線39R，而只設有收費巴士路線238M接駁地鐵站的海濱廣場明顯處於下風，同年12月，新世界特別隆重其事，商場舉辦特備節目並於溜冰場一連四天舉辦免費溜冰表演，甚至提供免費泊車2小時優惠作反擊。此後海濱廣場人流開始自高峰回落，惟廣場最大租戶的「永安百貨」亦會定期舉辦特價促銷活動從而吸引不少荃灣居民前來消費。
1997年金融風暴後，廣場最大租戶永安百貨遷出，新世界的發展重點亦移向同區新落成且佔地更廣的愉景新城，位於荃灣邊陲的海濱廣場開始被冷落，此後開設之麥當勞、日本城等商戶種類開始集中於民生方面，主要便利附近居民的生活商店。
至2003年後，再一波的打擊令業主幾近放棄海濱廣場，商場開始步入「自生自滅」的狀態，自此若某樓層之商戶完全遷出便直接將該樓層停止對外開放以節省資源，但廣場2樓仍會間中舉辦零食或成衣促銷攤位、以及由區議員協辦邀請明星到場作為活動嘉賓，吸引區內居民消費。有異於區外同期大型商場開始陸續進行大型翻新工程吸引年輕顧客，海濱廣場卻始終保留了1990年的裝潢風格。自2003年後誘使區外人到海濱廣場的唯一「賣點」亦只剩下當時新界唯一的真雪溜冰場，以及每年的春秋二祭前往鄰近墳場拜祭的額外人流。
因為海濱廣場特別的地理位置及較恬靜的周邊環境，間中亦吸引電影公司租用作電影拍攝：1998年電影《生化壽屍》的停車場場景、2021年電影《怒火》及2022年電視劇《飛虎3壯志英雄》的商場槍戰場景正是分別在海濱廣場的停車場和中庭等地方取景。2022年4月，男團MIRROR成員、歌手姜濤的個人單曲《作品的說話》MV亦於商場內中庭及溜冰場取景。
| 年份       | 主題                      | 類型           | 主辦方                | 租用範圍                                                      | 備註                                                                       |
| 1992       | 草蜢 - 《嘩! 伙頭仔昆布》 | MV             | 寶麗金唱片            | 6樓（曲奇船長自助餐廳）                                       | 同年發佈。                                                                 |
| 1994       | 公僕II                    | 電影           | 萬能影業              | 地下大堂、1樓、中庭（2-5樓）                                  | 拍攝時大堂入口玻璃門曾被換上道具玻璃供汽車撞破；1995年上映。               |
| 1997       | 生化壽屍                  | 電影           | 美亞娛樂              | B1層停車場                                                    | 1998年上映。                                                               |
| 商場關閉後 |                           |                |                       |                                                               |                                                                            |
| 2018       | 喪屍圍城．香港站          | 主題實境體驗館 | Dorian Concept 卡普空 | 地下大堂、1樓、中庭（2-3樓）、溜冰場、後梯                    | 商場方只提供場地及電力照明，主辦方自行租用流動廁所及流動冷氣機供活動使用。 |
| 2019       | 怒火                      | 電影           | 英皇電影              | 地下大堂、1樓、中庭（2-5樓）、溜冰場                          | 商場方只提供場地，主辦方自行租用發電機照明；2021年上映。                   |
| 2020       | 飛虎3壯志英雄             | 電視劇         | TVB                   | 地下大堂、1樓、中庭（2-5樓）、溜冰場、4-5樓（前安老院）、後梯 | 商場方只提供場地，主辦方自行租用發電機照明；2022年上映。                   |
| 2022       | 姜濤 - 《作品的說話》     | MV             | 大國文化              | 地下大堂、1樓、中庭（2樓）、溜冰場                            | 商場方只提供場地，主辦方自行租用發電機照明；同年發佈。                     |
| 2022       | 爆裂點                    | 電影           | 英皇電影              | 地下大堂、1樓、中庭（2-5樓）、7-8樓、溜冰場、後梯             | 商場方只提供場地，主辦方自行租用發電機照明；2023年上映。                   |

## 歷年商戶
註：
灰字刪除線為商場關閉前（2012-2013年）已結業商店

### 地面層（G樓）
- 詢問處／接待處／停車場繳費處
- 匯豐銀行櫃員機（2000年匯豐銀行分行遷出後添置）

### 地面層（永順街）
- 海濱戲院地面入口
- 百佳超級市場地面入口

### 1樓（101-109舖）
- 101　海濱廣場租務及管理處
- 102　JJ理髮店
- 103A　姿彩屋
- 103A　TNS零食店
- 103B　Miraete
- 103B　智學堂教育中心
- 104-106　匯豐銀行海濱廣場分行
- 104-105A　小乒聯乒乓球中心
- 105B　培達教育
- 106　保琳琴行
- 107　A1飾品店
- 107　Em plus飾品店
- 108　贊記鐘錶行
- 109　金獅影音店
- 109　狄奇文具店

### 2樓（201-223舖）
- 201　一定好（海濱）洗衣店
- 201　鄒秉恬議員辦事處（商場關閉後租用此舖位成為當時商場唯一商戶。）
- 202　保琳琴行
- 203-204　麥當勞
- 205　茂昌眼鏡
- 206-207　G2000
- 206-207　日本城
- 208　龍島朱古力店
- 208　海暉公文教育室
- 209　海濱戲院
- 209　百佳超級市場
- 211　慧舍時裝
- 212-213　ESPRIT
- 214　大方影室
- 214　智趣小博士教育中心（荃灣）
- 215　葵涌家具用品中心
- 215　現代小學士
- 216　百合子時裝
- 217-219　美琦鞋店
- 217　偉達科技公司
- 217　香港荃灣乒乓球體育會
- 218　真樂軒音樂中心
- 219　英語教學中心
- 220-221　屈臣氏
- 222　保能文具公司
- 222　高目教育天地（海濱分校）
- 223　手藝店

### 3樓（301-312舖）
- 301　海濱溜冰場
- 302　保琳琴行塗畫室
- 302　海濱平安福音堂（副堂）
- 303　永安百貨
- 303　實惠家居
- 304　棕櫚島渡假村有限公司
- 305　毅成物流有限公司
- 310　開心樂園
- 310　鄒秉恬議員辦事處
- 311　亨寶時計集團

### 4樓（401-415舖）
- 406　永安百貨
- 404-406　嘉頤海濱護老中心
- 412　世界高爾夫球服務有限公司
- 415　瑋德餐廳小廚

### 5樓（501-507舖）
- 501　永安百貨
- 501　嘉頤海濱護老中心

### 6樓（601-622舖）
- 601　曲奇船長自助餐廳
- 601　珠海學院陳濟棠圖書館
- 609-612　遊戲機中心
- 新世界電話公司

### 7樓（701-705舖）
- 701　翰騰閣酒家
- 701　恆彩海鮮酒家
- 701　海福火鍋海鮮酒家

### 8樓（801-808舖）
- 801　必勝客
- 802　大家樂
- 803　卓蕾天地
- 804　卓彥風采
- 805　康利園
- 806　城市美食
- 偉樂餐廳小廚

## 廣場關閉前概況
2008年左右，位於8樓美食廣場的最後兩間食肆「康利園」及「卓蕾天地」先後結業，由於7樓至8樓已沒有任何租戶，商場方面遂永久關閉7樓至8樓部分，並以欄杆圍封扶手梯及遮蓋升降機樓層按鈕防止閒人闖入。
2009-2010年間，由於海濱廣場外牆因日久失修而出現裂紋，為防外牆紙皮石剝落造成危險，商場方面聘請「麗昇鋁架」搭建棚架並完成簡單外牆翻新工程，工程包括拆除外牆殘舊的紙皮石，改以更易打理的噴漿形式粉飾。
2010年後，鑒於海濱廣場出租率低，商場內的寧靜環境以及鄰近大型住宅區的固定客源卻正好適合教育行業，繼而吸引不少補習機構進駐，但均集中於最接近商場入口的1樓及2樓。
2012年6月，溜冰場傳出將會關閉。商場方面以維修商場中央空調系統為由，維修期間會引致室內氣溫上升，恐防溜冰場溶雪會造成危險，為安全起見，決定於7月31日關閉。有居民及溜冰學員發起簽名行動，數千人響應，並且致函業主新世界集團爭取保留溜冰場。經過爭取後，溜冰場由同年8月1日起保留開放予已經參加於同年11月競賽的參賽者作為練習用途，惟不對外開放。原定溜冰場開放至同年11月30日，最終營辦商決定提早於11月19日將溜冰場關閉。
2013年11月10日，是為海濱廣場的最後營業日，隨著最後一間商戶「百佳超級市場」遷出海濱廣場，代表所有商戶全部遷出。1990年11月9日開幕至2013年11月10日共整整23年歷史的海濱廣場自此一直重門深鎖，只有地庫1樓的時租停車場仍然對外開放。

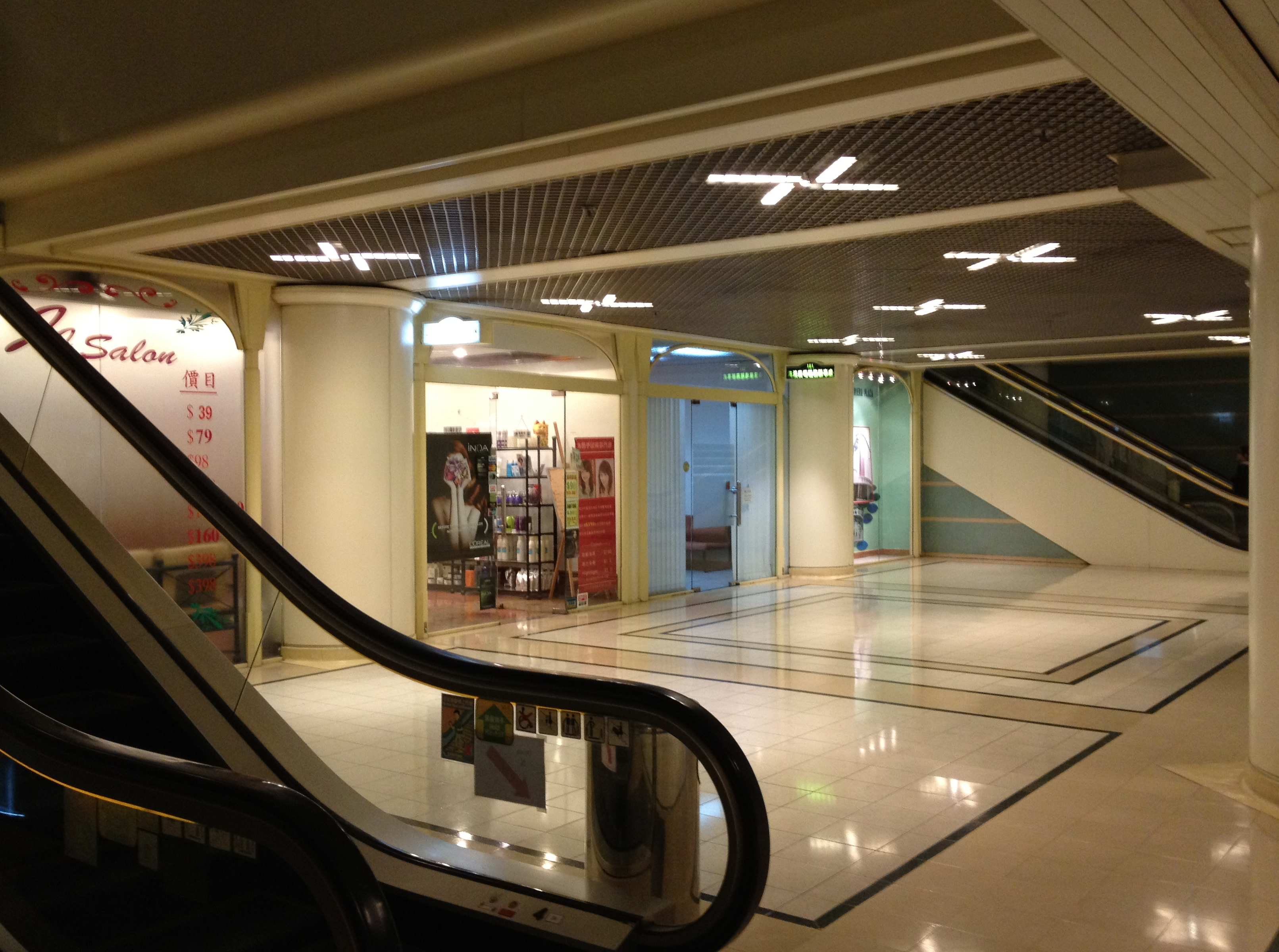
1樓商舖及商場總辦事處
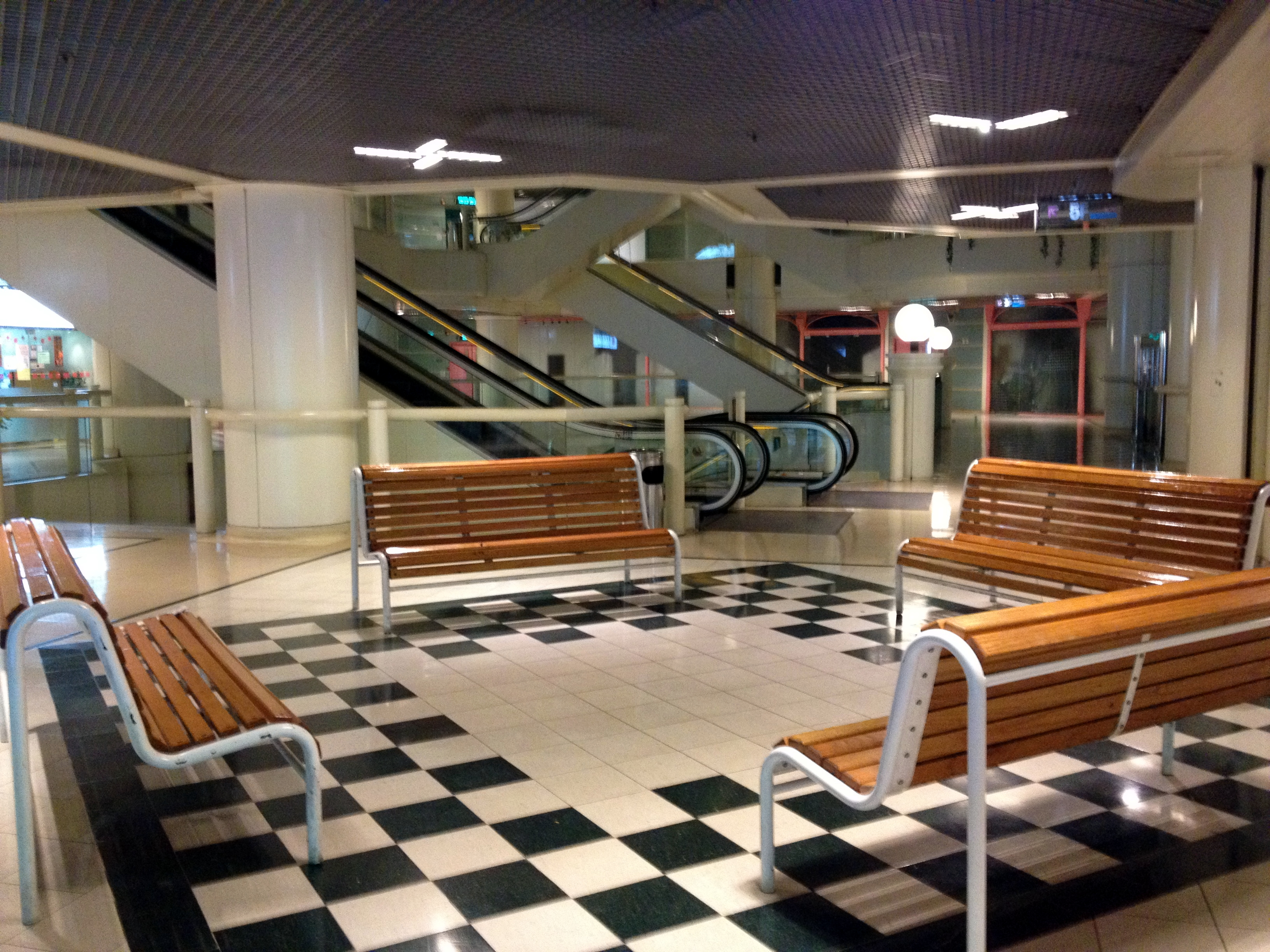
4樓公共座位
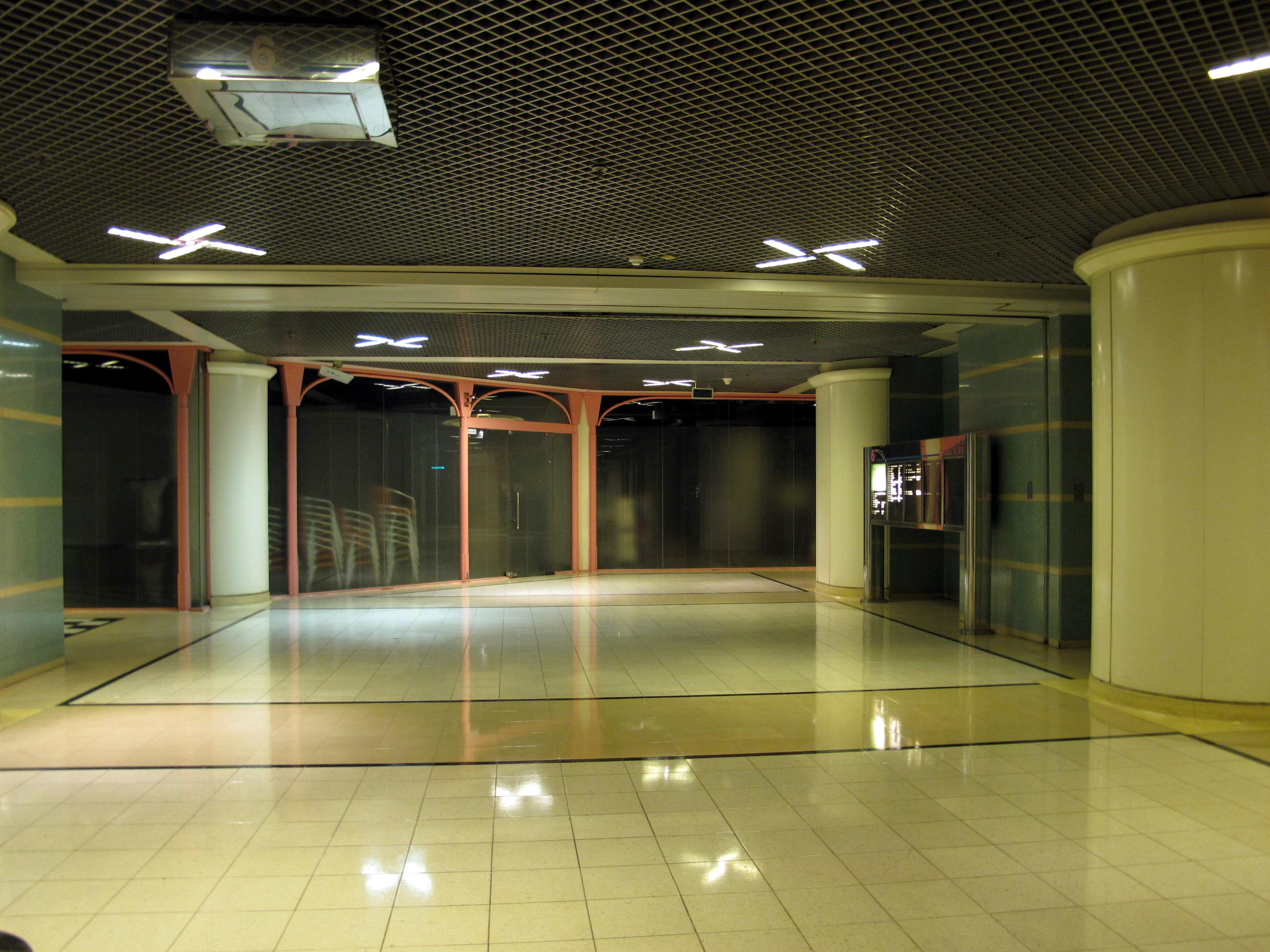
6樓商舖已空置多年

## 放售商場
由於海濱廣場經營情況一直欠佳，市場人士透露，大業主新世界以暗盤放售荃灣海濱廣場。業主意向價約12億元，呎價約4,944元。據了解，預計新買家購入後，可選擇翻新及重建。物業於2007年獲批則，可重建成9層高商場，提供23萬平方呎舖位，同時提供23層寫字樓，涉及23.9萬平方呎。
荃灣海濱廣場最終於2012年11月20日以5.08億元售予宏安集團，平均呎價約2090元，較意向價約12億元折讓約58.3%。
2015年10月，宏安集團委託代理行標售商場，於10月底截標。項目獲有舖王之稱的鄧成波洽購，作價8億2300萬元。到2017年曾經計劃將整座建築改建成國際學校，但最後沒有成事。到2022年2月24日，萊坊獲委託放售商場，意向價約13億元，呎價約5,400元。

## 後續發展
2013年7月，剛以5億元購入海濱廣場的宏安集團表示會斥資近3億元，為該商場進行全面翻新。工程將於2013年底至2014年初動工，商場原打算於2014年第三季試業，並於聖誕節前正式營運開業。而商場將重新定位為中高檔名店倉，並預計將引入超過100家品牌。
2017年3月，商場轉售至鄧成波旗下後，am730獨家報道商場一度欲改建為內地旅客而設的購物城，其後一度提出改為超大型會所，主打中產市場。最後決定將改為國際學校，並正聯繫英國多間著名學府，欲取得專營權來香港營辦，最快2018年推出，同時考慮開放設施讓公眾使用。
2018年9月，現任業主以短期租約形式將商場1樓至3樓出租予團體舉辦全港首個實境喪屍主題場館《喪屍圍城》，佔地50,000呎，將於10月13日至31日期間開放。此活動亦相信為海濱廣場改變用途前最後一次供公眾進入商場內部之機會。
2018年10月4日晚，由海濱花園區議員牽頭假屋苑第10座對出空地召開「全新海濱廣場發展方案居民諮詢大會」，並邀請海濱廣場現任業主代表及項目翻新總設計師出席。由於新業主購入廣場後外人只能從報章簡單地了解商場未來發展大綱，鑑於商場的未來發展對鄰近的海濱花園居民影響甚大，故區議員亦特別召開是次大會讓居民了解發展內容及直接向業主表達意見。業主首次公開透露將有意將廣場大部分空間改作國際學校，涵蓋中小學，並將商場最高2層保留作商業樓面方便居民消費。其中將會進行的改裝工程大致如下：
- 廣場地面主入口將會拆卸並於永順街的原戲院／超級市場地面入口附近開設一條車輛通道接通地庫1樓及地庫2樓，方便國際學校校車進出。
- 廣場原設於2樓的D平台出入口將永久封閉，但保留1樓A平台出入口並將開闢一條通道連接原來的2部特快升降機（升降機將加停1樓）方便居民前往地面層及6樓、7樓商戶（由於地面主入口將拆卸用作加高地庫車場高度供校車駛進，此後廣場外貌不變但最高樓層將為7樓而非原來的8樓）。
- 1樓至5樓將會改為國際學校。為免影響學校運作，學校範圍將不會與公共空間連接，學校主入口則擬定為地庫1樓的校車停泊處旁。
- 6樓及7樓將保留作服務式樓面，業主意向為一些民生相關行業，不排除加入零售商戶。

業主代表表示現正與某間國際知名辦學團體洽商有關於海濱廣場營辦香港分校的細節，並等待教育署批准改變建築物用途，至於保留的商業樓面為何設於6樓及7樓而非以往人流較高的1樓及2樓，業主答覆指由於受制於教育署的條例：「學校總高度不能高於24米」，即約等於5樓的高度，故商業樓面被保留於最頂的兩層，日後前往頂層的方法暫時所知只有原來的特快升降機、運貨升降機各2部及2條樓梯。居民亦關注國際學校啟用後將會對海濱區道路造成的額外交通壓力、學校的規模及營辦方針等。
惟因2019年社會事件及2020年起COVID-19疫情影響，商場改建的消息一直只聞樓梯響。及至2021年鄧成波逝世，其子女開始大量放售持有的物業套現。截至2021年10月海濱廣場依然由鄧成波家族持有並未作任何改動。2022年2月24日，鄧成波家族放售荃灣海濱廣場，意向價為13億。

## 鄰近
- 海濱花園
- 海灣花園
- 中華基督教會全完第一小學（2024年落成）
- 環宇海灣
- 柏傲灣
- 荃灣屠房
- 荃灣華人永遠墳場

## 外部連結
- .   [2023-09-24]. （原始内容存档于2010-11-12） （中文（繁體））.

22°36′28″N 114°11′43″E / 22.60778°N 114.19528°E